# Беспорядки в городе Джос (2010)
Беспорядки в городе Джос в 2010 году — серия кровавых столкновений между мусульманской и христианской общинами в окрестностях города Джос в Центральной Нигерии. Столкновения произошли между представителями полукочевых скотоводческих народностей хауса и фулани, которые придерживаются ислама, и представителями народности йоруба, которые являются христианами. Во время первой волны насилия с 17 по 21 января около 200 чел. погибло, множество зданий было сожжено. Кровавые беспорядки вновь возобновились в марте 2010, когда вооружённые мачете кочевники -хауса напали на христианскую деревню йоруба. В марте погибло около 500 человек. В результате столкновений сожжено около сотни домов, в том числе церкви и мечети. Как и во время предыдущих столкновений, власти страны объявили в городе комендантский час и ввели ВС Нигерии.